# DDR-Sonderliga 1986/87 (Badminton)
Die DDR-Sonderliga im Badminton war in der Saison 1986/87 die höchste Mannschaftsspielklasse der in der DDR Federball genannten Sportart. Es war die 28. Austragung dieser Mannschaftsmeisterschaft. Für Serienmeister Tröbitz war es die letzte Saison in der höchsten Liga - die erste Mannschaft löste sich zum Ende der Saison auf und wurde für die nächste Serie nicht gemeldet.

## Endstand
| Platz | Mannschaft |
| ----- | --- |
| 1.    | Einheit Greifswald (Erfried Michalowsky, Edgar Michalowski, Thomas Mundt, Norbert Michalowsky, Mike Joseph, Petra Michalowsky, Birgit Kämmer)    |
| 2.    | HSG Lok HfV Dresden (Andreas Benz, Michael Huber, Joachim Völker, Claus Cassens, Steffen Körbitz, Monika Cassens, Birgit Harder)                 |
| 3.    | Einheit Greifswald II (Mike Joseph, Axel Mews, Jens Thonack, Thomas Greeck, Angela Michalowski, Kerstin Bohn, Sandra Kraft, Christine Retzlaff)  |
| 4.    | EBT Berlin (Kai Abraham, Dirk Hickl, Olaf Bahn, René Frank, Petra Tobien, Jacqueline Bolduan, Heike Hähnlein)                                    |
| 5.    | Fortschritt Tröbitz (Frank-Thomas Seyfarth, Joachim Schimpke, Harald Richter, Klaus Skobowsky, Thomas Dittrich, Petra Schubert, Michaela Junker) |
| 6.    | HSG DHfK Leipzig (Thomas Bölke, Sven Weise, Axel Hundorf, Holger Wippich, Heike Franke, Turid Goetz, Christel Iske)                              |